# MedFilm Festival
Il MedFilm Festival (Cinema del Mediterraneo a Roma) è un festival cinematografico che si svolge annualmente a Roma nel mese di novembre.
È riconosciuto festival di interesse nazionale dal Ministero dei Beni e delle Attività Culturali e manifestazione storica del Comune di Roma (è infatti il più antico festival di cinema della città di Roma).
A partire dalla prima edizione (che si tenne nel 1995) il festival ha operato sia in Italia sia all'estero per la valorizzazione e lo sviluppo della Cooperazione tra i paesi dell'area euro-mediterranea attraverso l'ideazione, la progettazione e la realizzazione di eventi culturali internazionali dedicati al cinema e agli audiovisivi.

## Sezioni principali del MedFilm Festival 2010

### Concorsi

#### Concorso UfficialePremio Amore e Psiche
Sezione ufficiale della manifestazione dedicata esclusivamente alle cinematografie del Mediterraneo, per esplorarne tematiche e stili in cerca di nuovi talenti e di grandi autori che definiscano una identità comune. La Giuria Internazionale assegna il Premio Amore e Psiche al miglior lungometraggio e i riconoscimenti Menzione Speciale e Espressione Artistica.

#### Concorso Internazionale DocumentariPremio Open Eyes
Giunta nel 2010 alla sua terza edizione il Concorso Internazionale Documentari Open Eyes propone opere che rimandano ai temi caldi che coinvolgono l'Europa così come i paesi dell'area mediterranea e medio-orientale.
Ad assegnare il Premio Open Eyes una giuria composta da giornalisti della stampa estera.

#### Concorso Internazionale CortometraggiPremio MethexisePremio Cervantes Roma
Il concorso è aperto ad opere provenienti da Paesi d'Europa e della sponda sud del mediterraneo fino al Medio Oriente. La giuria, composta da studenti diplomandi delle scuole nazionali di cinema e da un gruppo di detenuti di uno degli Istituti di Pena italiani assegna il Premio Methexis. 
Gli studenti assegnano inoltre il Premio Cervantes Roma al corto più innovativo.

### Vetrine ed Eventi Speciali

#### Vetrine speciali Spagna e Libano
Ospiti d'Onore dell'edizione 2010 saranno il Libano e la Spagna, protagonisti del festival con eventi speciali, proiezioni e omaggi dedicati a entrambi i paesi. Verranno realizzate due Vetrine Speciali, panoramiche degli ultimi 10 anni delle rispettive cinematografie, ed è prevista inoltre una delegazione di registi, attori, giornalisti, operatori di settore in rappresentanza di entrambi i Paesi.

#### Nuova Europa (VI edizione)
Giunta alla VI edizione è una vetrina dedicata al cinema europeo e alle coproduzioni sostenute da Eurimages. A partire dal 2010 la vetrina vuole presentare anche le opere che hanno ottenuto il supporto del Programma Media e quelle candidate al Premio LUX del Parlamento Europeo, sostenendo quelle opere dunque testimoni di una cultura europea di più ampio respiro, attente ai cambiamenti che vanno ridefinendo anche i confini del vecchio continente.

#### Le Regard des Autres (VI edizione)
Realizzata in collaborazione con l'Ambasciata di Francia a Roma-BCLA, questa vetrina accoglie i molteplici sguardi che fanno della società francese un esempio vivace di multiculturalismo. Quest'anno accanto alla cinematografia transalpina sarà dato spazio ai nuovi autori del mondo maghrebino.